# River (singel AKB48)
„RIVER” – czternasty singel japońskiego zespołu AKB48, wydany w Japonii 21 października 2009 roku przez You! Be Cool.
Singel został wydany w dwóch edycjach: regularnej (CD+DVD) oraz „teatralnej” (CD). Osiągnął 1 pozycję w rankingu Oricon i pozostał na liście przez 79 tygodni, sprzedał się w nakładzie 260 553 egzemplarzy. Singel zdobył status platynowej płyty.

## Lista utworów
| CD  | | | | |      |
| Nr  | Tytuł | Słowa | Kompozycja | Aranżacja | Czas |
| 1.  | „RIVER” | Yasushi Akimoto | Yoshimasa Inoue | Yoshimasa Inoue | 4:42 |
| 2.  | „Kimi no koto ga suki dakara” (jap. 君のことが好きだから)                                                                                            | Yasushi Akimoto | Tetsurō Oda | Yūichi "Masa" Nonaka | 4:08 |
| 3.  | „Hikōkigumo” (jap. ひこうき雲) (Theater Girls ver.)                                                                                                  | Yasushi Akimoto | Hideki Naruse | Yūichi "Masa" Nonaka | 4:03 |
| 4.  | „RIVER” (off vocal ver.) | | Yoshimasa Inoue | Yoshimasa Inoue | 4:41 |
| 5.  | „Kimi no koto ga suki dakara” (jap. 君のことが好きだから) (off vocal ver.)                                                                           | | Tetsurō Oda | Yūichi "Masa" Nonaka | 4:09 |
| DVD | | | | |      |
| Nr  | Tytuł | Tytuł | Tytuł | Tytuł | Czas |
| 1.  | „RIVER” (Music Clip) | „RIVER” (Music Clip) | „RIVER” (Music Clip) | „RIVER” (Music Clip) |      |
| 2.  | „Kimi no koto ga suki dakara” (jap. 君のことが好きだから) (Music Clip)                                                                               | „Kimi no koto ga suki dakara” (jap. 君のことが好きだから) (Music Clip)                                                                               | „Kimi no koto ga suki dakara” (jap. 君のことが好きだから) (Music Clip)                                                                               | „Kimi no koto ga suki dakara” (jap. 君のことが好きだから) (Music Clip)                                                                               |      |
| 3.  | „Hikōkigumo” (jap. ひこうき雲) (Music Clip) | „Hikōkigumo” (jap. ひこうき雲) (Music Clip) | „Hikōkigumo” (jap. ひこうき雲) (Music Clip) | „Hikōkigumo” (jap. ひこうき雲) (Music Clip) |      |
| 4.  | „Tokuten eizō „Shifuku no toki Special ~Date no toki ni iwa retai hitokoto~”” (jap. 特典映像『私服のときスペシャル ～デートの時に言われたい一言～』) | „Tokuten eizō „Shifuku no toki Special ~Date no toki ni iwa retai hitokoto~”” (jap. 特典映像『私服のときスペシャル ～デートの時に言われたい一言～』) | „Tokuten eizō „Shifuku no toki Special ~Date no toki ni iwa retai hitokoto~”” (jap. 特典映像『私服のときスペシャル ～デートの時に言われたい一言～』) | „Tokuten eizō „Shifuku no toki Special ~Date no toki ni iwa retai hitokoto~”” (jap. 特典映像『私服のときスペシャル ～デートの時に言われたい一言～』) |      |

## Skład zespołu
„RIVER”
- Team A:  Minami Takahashi (środek), Atsuko Maeda (środek), Tomomi Itano, Rie Kitahara, Haruna Kojima, Mariko Shinoda, Minami Minegishi, Miho Miyazaki.
- Team K: Sayaka Akimoto, Yūko Ōshima, Erena Ono, Tomomi Kasai, Sae Miyazawa.
- Team B: Yuki Kashiwagi, Mayu Watanabe.
- Team S: Jurina Matsui.

„Kimi no koto ga suki dakara”
- Team A: Aki Takajō (środek), Amina Satō, Reina Fujie
- Team K: Manami Oku, Asuka Kuramochi.
- Team B: Aika Ōta, Haruka Katayama, Rino Sashihara, Haruka Nakagawa, Moeno Nitō.
- Kenkyūsei： Haruka Ishida, Ayaka Kikuchi, Mika Komori, Sumire Satō, Ami Maeda.
- Team S: Rena Matsui.

„Hikōkigumo”
- Team A: Chisato Nakata.
- Team K: Ayaka Umeda, Kana Kobayashi, Natsuki Satō, Rina Chikano, Yuka Masuda, Natsumi Matsubara.
- Team B: Rumi Yonezawa (środek), Miku Tanabe, Tomomi Nakatsuka, Sayaka Nakaya, Natsumi Hirajima.
- Kenkyūsei: Misaki Iwasa, Mayumi Uchida, Shizuka Ōya, Mariya Suzuki, Misato Nonaka, Sakiko Matsui.

## Notowania
| Lista                                      | Pozycja |
| ------------------------------------------ | ------- |
| Oricon Weekly Singles Chart                | 1       |
| Billboard Japan Hot 100                    | 2       |
| Billboard Japan Hot Singles Sales          | 1       |
| Billboard Japan Hot Top Airplay            | 5       |
| Billboard Japan Adult Contemporary Airplay | 24      |

## Wersja JKT48
Grupa JKT48 wydała własną wersję piosenki jako pierwszy singel. Ukazał się 11 maja 2013 roku w edycji „teatralnej” (CD) i 17 maja w edycji regularnej (CD+DVD).

### Lista utworów
Wer. regularna
| CD  |                                                                     |                                                      |      |
| Nr  | Tytuł                                                               | Oryginalna piosenka                                  | Czas |
| 1.  | „RIVER”                                                             | „RIVER”                                              | 4:41 |
| 2.  | „Sakura no Shiori -Pembatas Buku Sakura-”                           | „Sakura no shiori”                                   | 3:58 |
| 3.  | „Mirai no Kajitsu -Buah Masa Depan-”                                | „Mirai no kajitsu”                                   | 4:52 |
| 4.  | „Kimi ni Au Tabi Koi wo Suru -Jatuh Cinta Setiap Bertemu Denganmu-” | „Kimi ni autabi koi o suru” (AKB48 Team A 5th Stage) | 4:04 |
| DVD |                                                                     |                                                      |      |
| Nr  | Tytuł                                                               | Tytuł                                                | Czas |
| 1.  | „RIVER Music Video”                                                 | „RIVER Music Video”                                  |      |
| 2.  | „RIVER Making Video Behind the Scenes”                              | „RIVER Making Video Behind the Scenes”               |      |
| 3.  | „Mirai no Kajitsu Behind the Scenes”                                | „Mirai no Kajitsu Behind the Scenes”                 |      |

Wer. „teatralna”
| Nr | Tytuł                                     | Oryginalna piosenka | Czas |
| -- | ----------------------------------------- | ------------------- | ---- |
| 1. | „RIVER”                                   | „RIVER”             | 4:41 |
| 2. | „Sakura no Shiori -Pembatas Buku Sakura-” | „Sakura no shiori”  | 3:58 |
| 3. | „Mirai no Kajitsu -Buah Masa Depan-”      | „Mirai no kajitsu”  | 4:52 |

## Inne wersje
- Grupa SNH48 wydała własną wersję tej piosenki, pt. „RIVER” (chn. 激流之战), na debiutanckim minialbumie Heavy Rotation w 2013 roku.